# Eusebius (Bischof von Rom)
Eusebius (griech.: der Gottesfürchtige; † auf Sizilien) war 309 oder 310 für einige Monate Bischof von Rom und starb im selben Jahr in der Verbannung.

## Leben
Dem Catalogus Liberianus zufolge, einer spätantiken Papstliste, war Eusebius vom 18. April bis zum 17. August 309 Bischof von Rom. Der unter Marcellus I. begonnene Streit über die Wiederaufnahme der Christen, die während der Verfolgung durch Diokletian abgefallen waren, setzte sich in seiner Amtszeit fort. Eusebius trat für eine Rückkehr der Abgefallenen nach einer Bußzeit ein. Der Streit darüber führte zu Unruhen und Gewalttätigkeiten. Kaiser Maxentius verbannte den Bischof und seinen Gegner Heraklius nach Sizilien, wo Eusebius starb. Sein Leichnam wurde wahrscheinlich im Jahre 311 nach Rom gebracht und in der Calixtus-Katakombe beigesetzt. Nach seinem Tod war das Bischofsamt eine Zeitlang vakant.
Einige Quellen setzen seinen Tod und entsprechend seine Amtszeit ein Jahr später an. Demnach wäre er 310 Bischof von Rom gewesen und auch in diesem Jahr gestorben.

## Verehrung
Eusebius wird als Märtyrer und Heiliger verehrt. Sein kirchlicher Gedenktag ist der 17. August (früher 26. September).